# کومپراخچیتسه
کومپراخچیتسه (به لهستانی:  Komprachcice) یک روستا در لهستان است که در گمینا کومپراخچیتسه واقع شده‌است.
 کومپراخچیتسه  ۲٬۹۰۰ نفر جمعیت دارد.